# Torneo de Jinan 2024
El torneo de Jinan Open 2024 fue un torneo de tenis perteneció al ATP Challenger Tour 2024 en la categoría Challenger 75. Se trató de la 4ª edición; el torneo tuvo lugar en la ciudad de Jinan (China), desde el 19 hasta el 25 de agosto de 2024 sobre pista dura al aire libre.

## Jugadores participantes del cuadro de individuales
| Preclasificado | País                                  | Jugador        | Rank1 | Posición en el torneo |
| 1              | Bandera de Japón                      | Yuta Shimizu   | 262   | Semifinales           |
| 2              | Bandera de la República Popular China | Bai Yan        | 277   | Segunda ronda         |
| 3              | Bandera del Reino Unido               | Ryan Peniston  | 291   | Primera ronda         |
| 4              | Bandera de China Taipéi               | Wu Tung-lin    | 334   | Segunda ronda         |
| 5              | Bandera de Japón                      | Rio Noguchi    | 338   | FINAL                 |
| 6              | Bandera de la República Popular China | Cui Jie        | 156   | Primera ronda         |
| 7              | Bandera vacío                         | Mikalai Haliak | 379   | Primera ronda         |
| 8              | Bandera de Japón                      | Kaichi Uchida  | 382   | Primera ronda         |

- 1 Se ha tomado en cuenta el ranking del 12 de agosto de 2024.

### Otros participantes
Los siguientes jugadores recibieron una invitación (wild card), por lo tanto ingresan directamente al cuadro principal (WC):
- Jin Yuquan
- Wu Yibing
- Xiao Linang

Los siguientes jugadores ingresan al cuadro principal tras disputar el cuadro clasificatorio (Q):
- Jacob Bradshaw
- Mo Yecong
- Nam Ji-sung
- Shin San-hui
- Shin Woo-bin
- Keegan Smith

## Campeones

### Individual Masculino
- Wu Yibing derrotó en la final a  Rio Noguchi por 7–5, 6–3

### Dobles Masculino
- Chung Yun-seong /  Yuta Shimizu derrotaron en la final a  Rio Noguchi /  Edward Winter por 6–3, 6–7(5), [10–6]